# Hebei Airlines
Hebei Airlines (cinese: 河北航空公司) è una compagnia aerea cinese con sede a Shijiazhuang e con base all'aeroporto di Shijiazhuang-Daguocun.
La compagnia era precedentemente nota come Northeast Airlines ed è stata ribattezzata in Hebei Airlines nel 2010.

## Destinazioni
Al 2022 Hebei Airlines opera voli in Cina, Giappone, Indonesia, Singapore e Tailandia.
Accordi commerciali
Al 2022 Hebei Airlines ha accordi di code-share con le seguenti compagnie:
- XiamenAir[3]

## Flotta

### Flotta attuale
A maggio 2023 la flotta di Hebei Airlines è così composta:

### Flotta storica
Hebei Airlines operava in precedenza con i seguenti aeromobili: